# صراع مع الحماية
صراع مع الحماية هو كتاب تاريخ من تأليف مَحمد المرزوقي، وقد خصصه للمقاومة التونسية للاحتلال الفرنسي في ثمانينات القرن التاسع عشر.

## تاريخه
صدر هذا الكتاب عام 1973 وهو الجزء الثاني من سلسلة كتب للمؤلف تحمل عنوان معارك وأبطال، وقد صدر الكتاب الأول منها عام 1969 وخصصه المؤلف لـمحمد الدغباجي، أما الكتاب الثالث فقد صدر عام 1975 تحت عنوان دماء على الحدود وخصصه المؤلف لثورة عام 1915 بالجنوب التونسي، وفي عام 1979 صدر الكتاب الرابع عن ثورة المرازيق لعام 1943. يتحدث المرزوقي في مقدمة كتابه عن الدوافع التي جعلته يهتم بالمقاومة فيقول: «كنت أسمع من الرواة أخبار هؤلاء الأبطال المجهولين الذين دافعوا عن كرامة بلادهم بثوراتهم ضد المستعمر، مهما كان الدافع الأصلي لثورتهم، وشاء المستعمر، وشاءت ظروف الجهل أن يغمط حقهم فيتناساهم التاريخ، وتمحى أسماؤهم من صحائف المجد القومي، ويعمد المستعمر إلى إخفاء أعمالهم وإغفال وقائعهم وأحداثهم أو إلى إظهارهم في مظهر اللصوص وقاطعي الطريق».

## منهجه
تحدث الكاتب عن المصادر التي اعتمدها فذكر الملاحم الشعرية أي الأشعار الشعبية التي تخلد الوقائع التي خاضها المقاومون، وأخبار الرواة والوثائق المكتوبة. وفي التراجم التي خصصها للمقاومين مهد لكل منها بكلمة قصيرة عن البطل وقبيلته، تتلوها ترجمة حياته، وسرد وقائعه". وقد اتبع المؤلف في كتابه المنهج الكرونولوجي حيث قسمه إلى ثلاثة أبواب جعل أولهاغ تحت عنوان "مقدمة الحماية" والثاني تحت عنوان "انتصاب الحماية" والثالث "ذيول الحماية". وباظلإضافة إلى تلك الأبواب أورد المؤلف جملة من الملاحق، وختمه بفهارس للأعلام والقبائل والبلدان والكتب والشعر والوثائق المصورة وصور الأشخاص والمراجع، بما يسهل على الباحثين والمهتمين اعتماد هذا الكتاب.

## المحتوى
لعل أهم ما احتواه الكتاب يتمثل في الحديث عن المعارك التي خاضها المقاومون التونسيون للاحتلال الفرنسي، وخاصة مجموع التراجم التي خصصها لـأبطال المقاومة وقد ضبط عددهم في خمسة عشر وهم على التوالي: إبراهيم الساسي الشعيلي، أحمد بن يوسف الهمامي، الحاج حراث الفرشيشي، الشيخ عامر العيساوي، العربي زروق، علي بن خليفة النفاتي، علي خماخم الصفاقسي، علي بوعلاق اليعقوبي، علي بن عمار العياري، علي بن عمارة الجلاصي، محمد الصالح الأطرش، الشيخ محمد بن عبد الله المرزوقي، محمد كمون الصفاقسي، محمد الوحيشي الحمروني، منصور الهوش المدنيني.

## إشارات مرجعية
1. ↑  مَحمد المرزوقي، صراع مع الحماية، دار الكتب الشرقية، تونس، 1973، ص 8
2. ↑  المصدر نفسه، ص 7